# 霍巴克

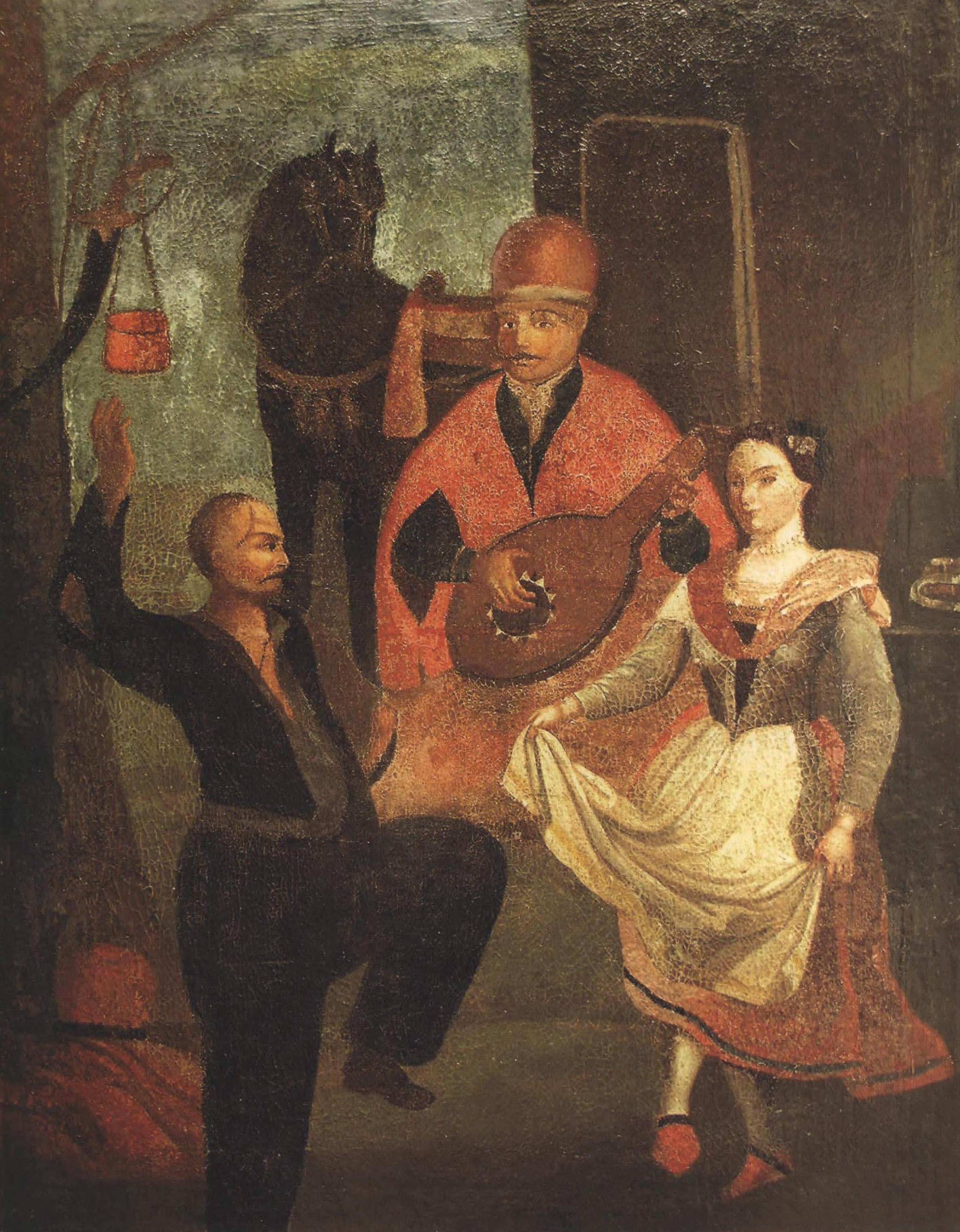
霍巴克绘画

霍巴克（羅馬化：hopak）一种乌克兰民间舞蹈，是乌克兰传统文化的代表。霍巴克舞蹈动作轻盈、跳跃复杂和节奏欢快。霍巴克在斯拉夫國家非常流行，特別是俄羅斯、白俄羅斯和波蘭非常流行。希臘萊羅斯 (Leros) 也有類似的民間舞蹈曲調，稱為Sirmpa。在东欧斯拉夫国家中十分流行。
霍巴克源於札波羅結哥薩克人的男性舞蹈，後來演變成為男女混合舞蹈，並與烏克蘭鄉村民間舞蹈表演相融合。哥薩克族的傳統社交舞蹈，最初是軍事行動後的群聚歡樂，僅由男性參與者進行，表演者非專業的舞者，多是年輕哥薩克傭兵。舞步主要是即興表演，體現男子氣概、英雄主義、速度感和力量感，其中包括許多雜技跳躍。在早期的哥薩克舞蹈中，戰場上的戰鬥過程會以舞蹈形式重現，舞者不受節奏束縛，自由發揮舞步。
隨著哥薩克人地位的逐漸提升，霍巴克開始出現在村莊中，並於 16 世紀在烏克蘭地區普及。舞蹈逐漸轉變為混合形式，年輕的男、女孩一同起舞；同時也開始加入隊形結構，如圓形隊伍、雙人隊伍等；這些轉變很可能源自於村莊地區既有的儀式性舞蹈。18世紀農奴和農民劇院開始在舞台上表演類似霍巴克的舞蹈後，專業戲劇團紛紛將哥薩克舞蹈納入劇目，融入大型歌劇、芭蕾舞和戲劇。在20 世紀初，霍巴克發展成為目前的舞蹈形式。
現代霍巴克經過精心編排並充滿了即興創作，即興舞步由男性獨舞表演，具有視覺和技能上的驚人雜技。舞蹈中，典型的肢體運動包括跳躍和旋轉，是表演的亮點，男舞者會表演典型的連續下蹲踢腿，女舞者則經常有齊聲表演的舞步動作。由於霍巴克需要速度和精力，也能帶動劇院熱烈氛圍，哥薩克舞步通常安排在劇院節目結束前進行。